# Vulkan (Schiff, 1908)
Die Vulkan war ein Bergeschiff für U-Boote, das bei den Dockspezialisten der Howaldtswerke von der Kaiserlichen Marine im Zusammenhang mit dem Aufbau der U-Boot-Flottillen in Auftrag gegeben wurde.

## Konstruktion
Die Konzeption dieses kombinierten Hebe- und Dockschiffes in Katamaran-Bauweise sah vor, dass ein verunglücktes U-Boot von dem über dem Zwischenraum zwischen beiden Rümpfen befindlichen Krandeck bis zwischen die Rümpfe gehoben werden sollte. Dort sollte es dann auf beweglichen Trägern zwischen beiden Rümpfen aufgelagert und repariert werden. Die Hebekräne konnten bis zu 500 t mit 30 m/h Hebegeschwindigkeit heben. Eine Besonderheit war die Erprobung und Einführung des turboelektrischen Antriebs im deutschen Schiffbau: Dazu wurden durch den Dampf der vier Mehlhornkessel zwei Zoelly-Turbinen angetrieben, die den Strom mittels zwei Generatoren für die beiden Propellermotoren erzeugten. Mit der Marschgeschwindigkeit von 12 Knoten vermochte die Vulkan, den damaligen U-Booten zu folgen.

## Geschichte
Beim ersten deutschen U-Boot-Unfall am 17. Januar 1911 vor Kiel lag die Vulkan mit demontierten Bodenventilen im Trockendock. Sie wurde schnellstmöglich klargemacht, während ein Schwimmkran das havarierte Boot anhob und 30 Besatzungsmitglieder gerettet wurden. Dann riss die Trosse. In der nächsten Nacht war die Vulkan einsatzbereit und hob das Boot, doch konnten die drei im Turm eingeschlossenen Besatzungsmitglieder von U 3 nicht mehr gerettet werden. Während des Krieges war die Vulkan noch an zwei Bergungsversuchen havarierter Boote beteiligt: U 30 im Jahr 1915 (erfolglos) und UC 45 im Jahr 1917. Dieses Boot wurde im Oktober 1918 wieder in Dienst gestellt.

## Unterseebootschule
Am 10. Oktober 1910 wurde auf Grund der Allerhöchsten Kabinettsorder (AKO) vom 27. September 1910 die Unterseebootschule der Kaiserlichen Marine auf der Vulkan eingerichtet; Leiter war der Kommandant der Vulkan. Ab dem 25. Januar 1918 befand sich die Dienststelle der Schule dann auf dem inzwischen in Kiel als Wohnschiff für U-Boot-Besatzungen verwendeten ehemaligen Aviso Meteor.

## Untergang
Bei der Überführungsfahrt nach Harwich ging das nach dem Ende des Ersten Weltkriegs an die Entente abgelieferte Schiff am 6. April 1919 in der Nordsee auf Position 54° 54′ N, 6° 18′ O verloren.

## Vorbildfunktion
Ein weiteres Dockschiff zur Bergung von U-Booten wurde mit der Cyclop im Ersten Weltkrieg beim Bremer Vulkan gebaut. Sie war um einiges größer als die Vulkan. Auch die Cyclop ging 1919 in britische Hände über.
Die Vulkan war Vorbild für entsprechende Schiffstypen, die in Russland und Japan zum Einsatz kamen. So gilt die bauähnliche Wolchow (Kiellegung 1912, 1922 in der Sowjetunion umbenannt in Kommuna und noch 2022 im Einsatz), erbaut mit Lizenz der Howaldtswerke in den Putilow-Werken in Sankt Petersburg, als etwas vergrößerte Weiterentwicklung der Vulkan.

## Kommandanten
- Kapitänleutnant Paul Reymann – 4. März 1908 bis 30. September 1909
- Korvettenkapitän/Fregattenkapitän Eberhard von Mantey – 1. Oktober 1909 bis 26. Februar 1910
- Korvettenkapitän Walter Michaelis – 27. Februar bis 30. September 1910
- Korvettenkapitän Bruno Heuberer – 1. Oktober 1910 bis 28. September 1913
- Korvettenkapitän Theodor Eschenburg – 29. September 1913 bis 4. November 1914
- Kapitänleutnant Karl Bartenbach – 5. November 1914 bis 12. März 1915
- Korvettenkapitän/Fregattenkapitän Theodor Eschenburg – 13. März 1915 bis 23. November 1918
- Kapitänleutnant der Reserve Edmund Hanssen – 24. November 1918 bis 17. Januar 1919
- Kommando nicht vergeben – 18. Januar bis 14. März 1919
- Korvettenkapitän Joachim Schaper – 15. März bis 6. April 1919

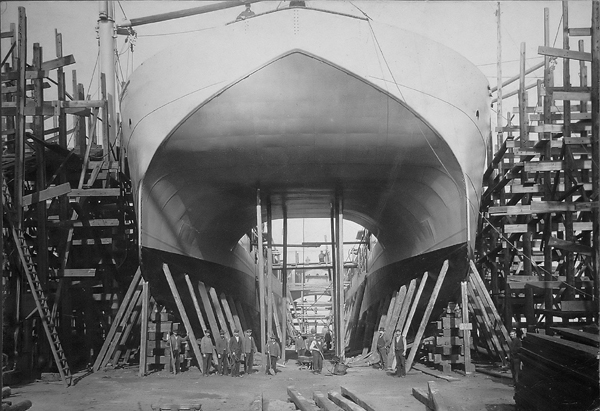
Rumpf in der Bauphase, 1907
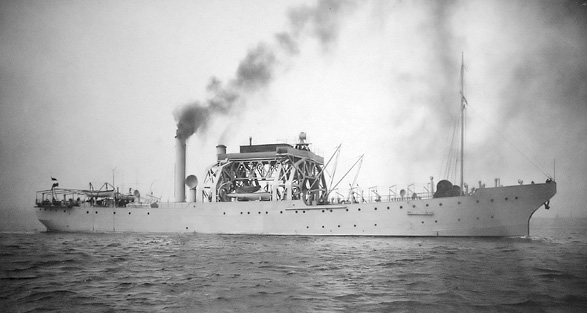
Die Vulkan um 1908
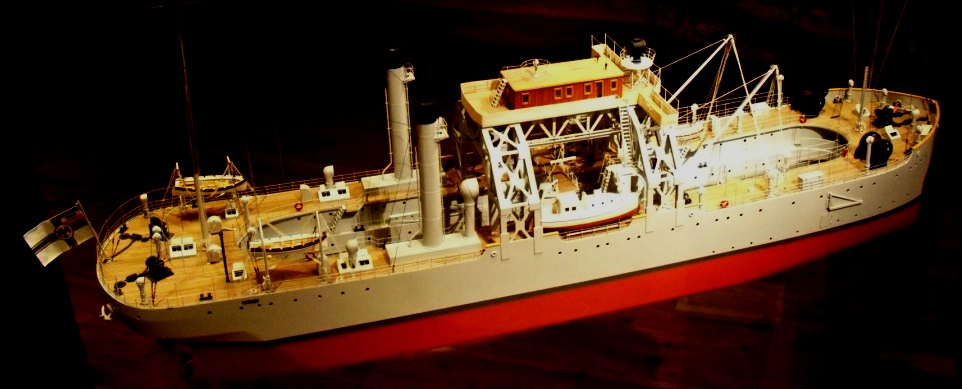
Modell des Schiffes
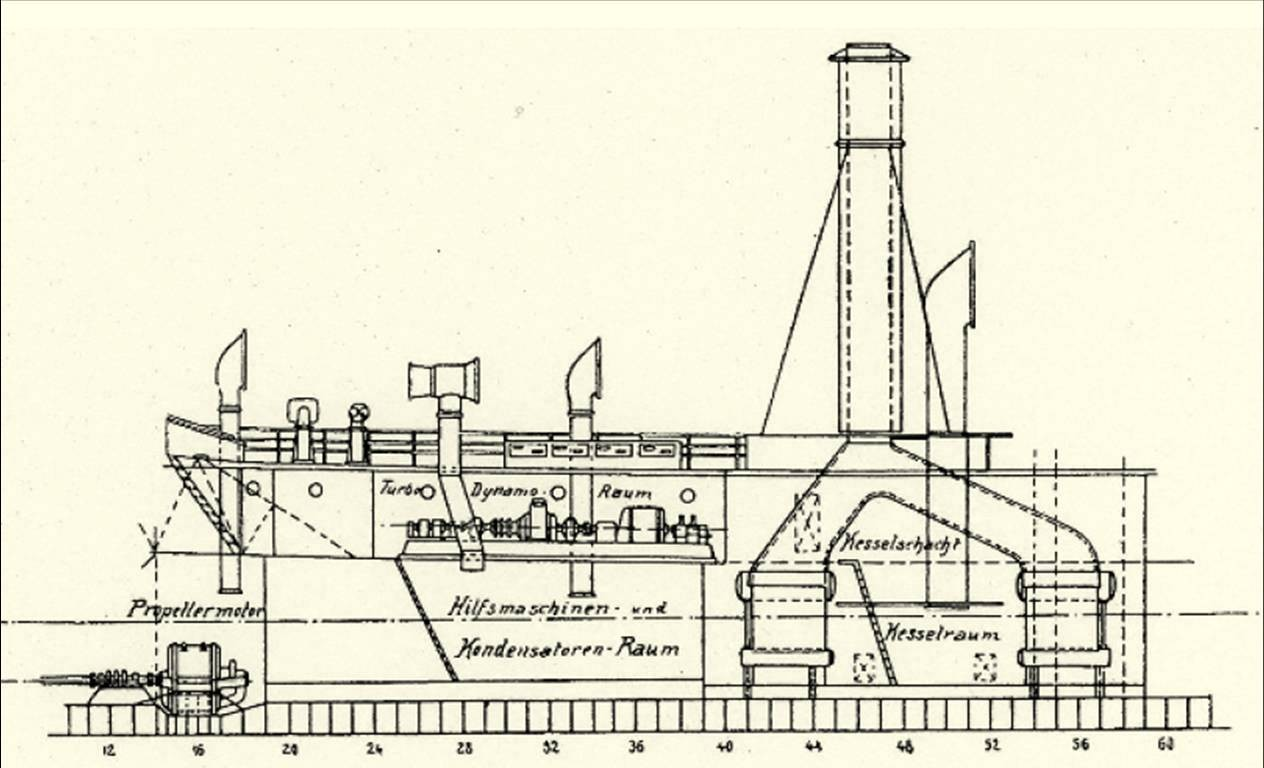
Turboelektrischer Antrieb des U-Boot-Hebeschiffes Vulkan, Bb-Maschine
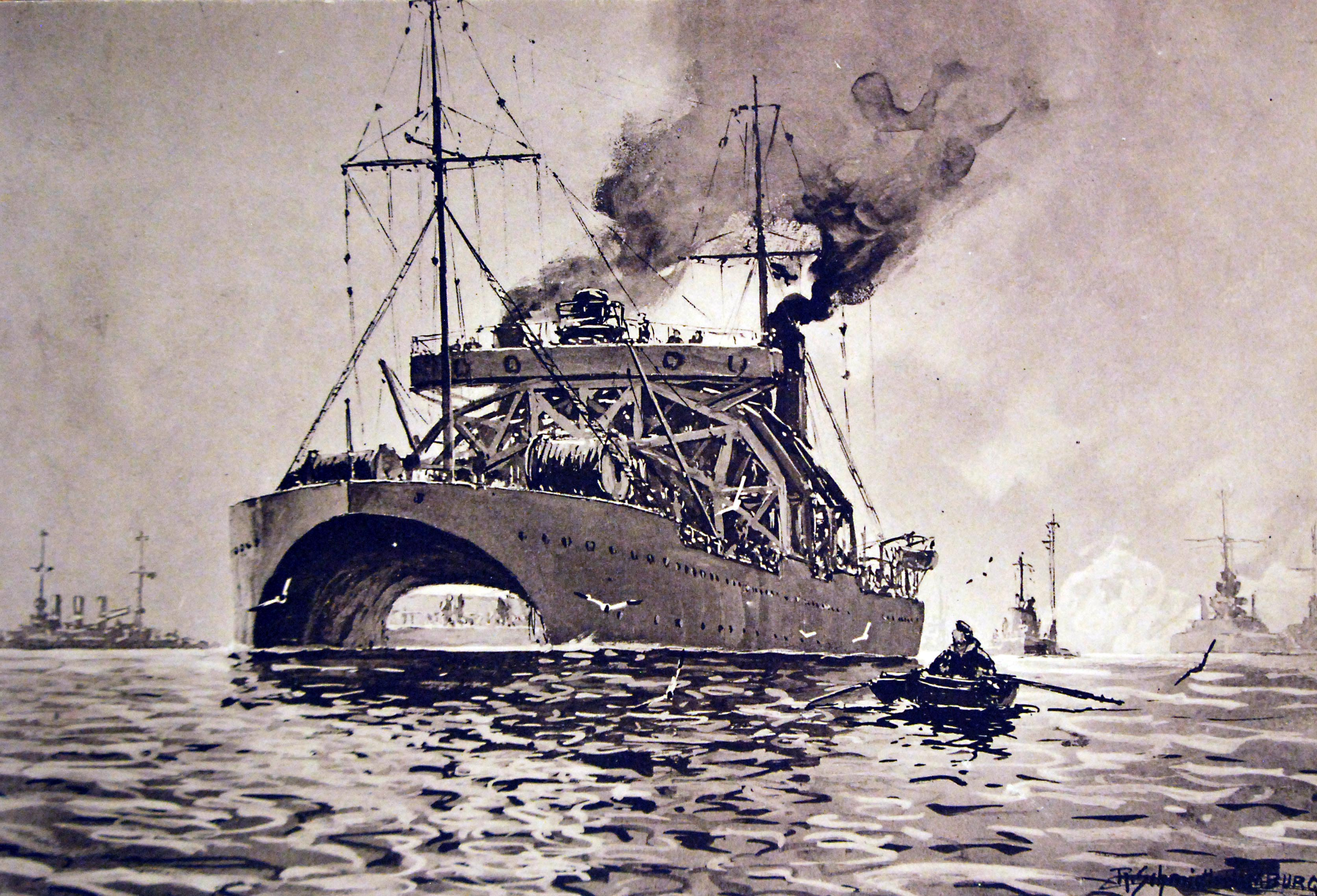
Vulkan während des Ersten Weltkriegs. Kunstwerk von R. Schmidt

## Trivia
- In dem Dokumentarspielfilm U-Boote heraus! Mit U-Boot 178 gegen den Feind spielt die Vulkan sich selbst bei der Hebung des fiktiven U-Boots U 202.